# Kurt Brunhoff
Kurt Brunhoff (* 7. September 1900 in Kiel; † 15. Juni 1986 in Sydney) war ein deutscher Diplomat in der Zeit des Nationalsozialismus und in der Bundesrepublik Deutschland.

## Leben
Der Sohn des Militärarztes Heinrich Brunhoff und seiner Ehefrau Ella Petronella gebn. Schaub (* 1874) besuchte das humanistische Gymnasium in Kiel und ab 1912 in Potsdam. Sein Stiefvater war der Marineattaché Hans Humann. Ab August 1918 war er Soldat und ging nach der deutschen Kapitulation zur Brigade Reinhard. Das Jurastudium an den Universitäten Königsberg, Tübingen und Berlin schloss er 1924 mit dem Referendarexamen ab. Seit 1921 war er Mitglied des Corps Rhenania Tübingen.  Nach verschiedenen Volontärstätigkeiten in Berlin und in den Vereinigten Staaten wurde er 1927 in den Auswärtigen Dienst einberufen.
Nach seiner Ausbildung kam er 1930 an die deutsche Botschaft Moskau und war von 1932 bis 1940 als Legationssekretär in der Gesandtschaft in Stockholm. Dort war er zum 1. Oktober 1934 in die NSDAP eingetreten (Mitgliedsnummer 2.870.296) und wurde 1937 Organisationsleiter der NSDAP/AO in Schweden. Im Januar 1940 zurück in der Zentrale in Berlin leitete er dort das Skandinavienreferat und das Referat Sowjetunion/Generalgouvernement und stieg rasch bis zum Gesandtschaftsrat I. Klasse auf. Durch die im April 1942 geschlossene Ehe mit Viktoria von Tiedemann vertiefte er seine gesellschaftlichen Beziehungen zum preußischen Adel.
Am 3. September 1942 wurde er an die Gesandtschaft beim verbündeten Ungarn nach Budapest versetzt. Auch in Budapest hatte er als Leiter des Rechtsamtes eine Funktion in der Landesgruppe der NSDAP/AO. Bis Anfang 1944 war Dietrich von Jagow dort der Botschafter, nach der deutschen Besetzung Ungarns wurde Edmund Veesenmayer zum „Bevollmächtigten des Großdeutschen Reiches in Ungarn“ ernannt. Ab April 1944 war das Eichmann-Kommando mit Unterstützung der ungarischen Behörden und der deutschen Botschaft dabei, 400.000 ungarische Juden nach Auschwitz zu deportieren. Am 12. Juni 1944 erklärte Brunhoff als Presseattaché gegenüber einem Vertreter der, da noch machtlosen, Pfeilkreuzler-Partei, „dass aus dem jüdischen Vermögen eine Stiftung zur Erhöhung der Arbeiterlöhne gegründet werden sollte, um die sozialen Spannungen zu lindern“. Am 16. Juni 1944 verbrannte die Sztójay-Regierung  447.627 Bücher jüdischer Autoren in Beisein Brunhoffs. Nach dem von den Deutschen unterstützten Staatsstreich durch die Pfeilkreuzler im Oktober 1944 sollten danach auch die Budapester Juden zur Zwangsarbeit nach Deutschland deportiert werden. Kriegsbedingt wurde dies aber nur noch in Ansätzen durchgeführt.
Über eine Internierung nach Kriegsende und über seine Entnazifizierung ist nichts bekannt, in seinen Memoiren (1983) verschwieg Brunnhoff den mehrjährigen Einsatz in Ungarn, obwohl der beim Auswärtigen Amt aktenkundig ist und veröffentlicht wurde. Brunhoff war ab Oktober 1945 bei einem Industriebetrieb in Aach (Hegau) als Dolmetscher und deren Vertreter bei den Besatzungsbehörden angestellt.
Ab 1949 wieder im Öffentlichen Dienst beschäftigt, kehrte Brunhoff im April 1952 in den Auswärtigen Dienst zurück und ging als Konsul nach Vancouver. Ab 1958 bis zu seinem Ruhestand 1965 war er Generalkonsul in Sydney unter den Botschaftern Hans Mühlenfeld und Joachim Friedrich Ritter. Bis 1975 war er noch Lektor für die deutsche Sprache an der University of Sydney.

## Schriften
- Australien : Reiseführer mit Landeskunde, 6., völlig neubearb. u. erw. Aufl. von Hans W. Luyken. Begr. von Kurt Brunhoff, Frankfurt am Main : Mais Reiseführer-Verlag 1984 ISBN 	3-87936-117-7.
- Am Rande vermerkt. Coogee (Randwick City), 1983